# Luka Brajkovic
Luka Brajkovic (Feldkirch (Vorarlberg), Austria; 26 de junio de 1999) más conocido como Brajkovic es un baloncestista austríaco que pertenece a la plantilla del Darüşşafaka S.K. de la BSL turca. Con 2,08 metros de estatura, juega en la posición de pívot.

## Trayectoria deportiva
Brajkovic se formó en Gymnasium Schillerstrabe de su ciudad natal en Feldkirch (Vorarlberg). En 2015, Brajkovic se unió a los Dornbirn Lions de la Zweite Liga en el que estuvo durante tres temporadas. Durante la temporada 2016-17, promedió 14,4 puntos, 8,7 rebotes y 2,2 tapones por partido, siendo nombrado MVP de la Conferencia Atlantic.
En 2018, ingresó en el Davidson College, situado en Davidson, Carolina del Norte, en el que jugó durante 4 temporadas la NCAA con los Davidson Wildcats desde 2018 a 2022. En la temporada 2021-22, promedió 14,7 puntos y 7,1 rebotes. Mide 2,08 metros.
El 8 de agosto de 2022, firma por el Club Baloncesto Breogán de la Liga Endesa.
El 2 de agosto de 2023, firma por el Kolossos Rodou BC de la A1 Ethniki.
El 29 de mayo de 2024 fichó por el Pistoia Basket 2000 de la Lega Basket Serie A (LBA).
El 1 de noviembre de 2024 firmó con el Darüşşafaka de la Basketbol Süper Ligi (BSL).

### Selección nacional
Ha sido internacional en las categorías inferiores con la Selección de baloncesto de Austria. En 2017, con la selección sub-18 disputó el Campeonato de Europa FIBA U18 de la División B, en la que promedió 18,6 puntos, 10,6 rebotes y 0,9 asistencias por partido.